# Bourgogne côte saint-jacques
Le bourgogne-côte-saint-jacques est un vin tranquille rouge, blanc ou rosé (gris) du vignoble de Bourgogne. Il s'agit d'une dénomination géographique au sein de l'appellation d'origine contrôlée bourgogne.
Son aire de production se limite à la commune de Joigny, dans le département de l'Yonne (appelé aussi la Basse-Bourgogne, ou plus récemment le Grand Auxerrois). Il s'agit de l'aire de production la plus septentrionale du vignoble bourguignon.

## Histoire

### Moyen Âge

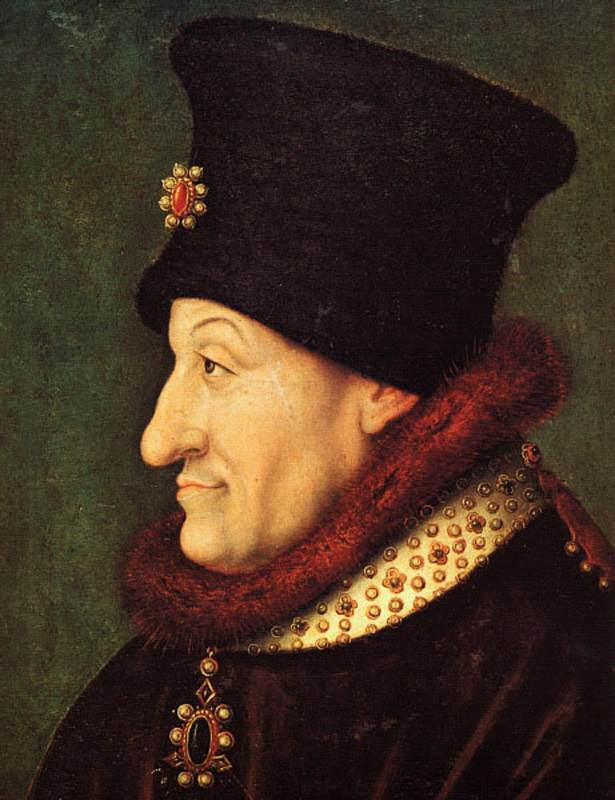
Philippe II le Hardi

Dès le début du VIe siècle, l’implantation du christianisme avait favorisé l’extension de la vigne par la création d’importants domaines rattachés aux abbayes. La culture de la vigne à Joigny est attestée dès le XIe siècle : le vignoble du quartier Saint-Thibault est mentionné dans des textes de 1082. En l'an 1395, Philippe le Hardi décida d'améliorer la qualité des vins et interdit la culture du gamay au profit du pinot noir sur ses terres. Enfin en 1416, Charles VI fixa par un édit les limites de production du vin de Bourgogne. En 1477, à la mort de Charles le Téméraire, le vignoble de Bourgogne fut rattaché à la France, sous le règne de Louis XI.

### Période moderne
Aux XVIIIe et XIXe siècles, le vin gris et le vin rouge de Joigny sont exportés par bateau vers Paris (par l'Yonne et la Seine) et sont la principale ressource des habitants des quartiers vignerons Saint-Thibault et Saint-André. Dans son extension maximum, le vignoble compta un millier d'hectares.

### Période contemporaine

#### XIXesiècle
Dans Le Vicomte de Bragelonne, Alexandre Dumas fait de ce vin le vin préféré de Jean de La Fontaine. Dans les décennies 1830-1840, la pyrale survient et attaque les feuilles de la vigne. Elle est suivie d'une maladie cryptogamique, l'oïdium. Le Mildiou frappe le vignoble dans la deuxième moitié du XIXe siècle. Pendant la seconde moitié du XIXe siècle, l'activité viticole souffre du ravage du vignoble par le phylloxéra et de la concurrence des vins du sud acheminés par chemin de fer. La culture de la vigne sera pratiquement abandonnée et la tradition ne sera maintenue que par quelques passionnés.

#### XXesiècle
Le mildiou provoque un désastre considérable en 1910. L'enjambeur, dans les années 1960-1970, remplace le cheval. En 1970, il ne reste qu'un à deux hectares de vignes et toute la partie basse de la côte Saint-Jacques a fini par être construite, rattrapée par l'extension de la ville. Dans les années 1970, le vignoble de Joigny renaît, une partie de la côte Saint-Jacques est classée inconstructible, ce vignoble obtient le classement en AOC bourgogne en 1975 ; le décret du 27 juin 1996 autorise de rajouter la dénomination « côte Saint-Jacques » en-dessous du nom de l'appellation.
Aujourd'hui, sur 100 hectares du vignoble jovinien classés « bourgogne », dont 13 ha relèvent de l'appellation « bourgogne côte-saint-jacques », 25 ha sont plantés. Le renouveau des vins de Joigny et de la dénomination côte-saint-jacques a été porté par le restaurant de ce nom, l'une des grandes tables de France. Les techniques en viticulture et œnologie ont bien évolué depuis 50 ans (vendange en vert, table de triage, cuve en inox, pressoir électrique puis pneumatique...). Le cahier des charges de la dénomination est celui de l'appellation bourgogne, modifié dernièrement en octobre 2009, puis en novembre 2011 et en décembre 2023.

## Situation géographique
Le vignoble est planté au nord de l'implantation historique (vieille ville) de Joigny, sur des coteaux exposés sud, sud-est, situés entre l'Yonne au sud et plateau de la forêt d'Othe au nord.
La qualité des vins de Joigny n'est pas étrangère à cette exposition sud, sud-est des coteaux et au micro climat dû à la rivière Yonne d'une part et à la protection du vent du nord par la forêt d'Othe d'autre part.

### Géologie et orographie
Calcaire tendre recouvert d'argile à silex (sous-sol du Turonien).

### Climatologie
Le climat jovinien est tempéré de type océanique, avec des tendances continentales (un peu plus sec, avec des hivers un peu plus froids). Il y fait assez chaud pour permettre la culture de la vigne même sur terrain plat, mais des gelées printanières peuvent détruire les bourgeons.
Pour la station météorologique de Joigny (à la station de pompage d'Épizy, sur les rives de l'Yonne à 75 mètres d'altitude : 47° 58′ 58″ N, 3° 22′ 15″ E), les valeurs climatiques sont :
| Mois                              | jan. | fév. | mars | avril | mai  | juin | jui. | août | sep. | oct. | nov. | déc. | année |
| --------------------------------- | ---- | ---- | ---- | ----- | ---- | ---- | ---- | ---- | ---- | ---- | ---- | ---- | ----- |
| Température minimale moyenne (°C) | 1,1  | 0,9  | 3,1  | 5     | 8,8  | 11,8 | 13,5 | 13,5 | 10,3 | 7,8  | 4,1  | 1,8  | 6,8   |
| Température moyenne (°C)          | 4,3  | 4,9  | 8    | 10,9  | 14,7 | 17,8 | 20   | 20   | 16,2 | 12,4 | 7,6  | 4,7  | 11,8  |
| Température maximale moyenne (°C) | 7,4  | 8,9  | 13   | 16,8  | 20,6 | 23,9 | 26,4 | 26,5 | 22   | 17   | 11,1 | 7,6  | 16,8  |
| Nombre de jours avec gel          | 13   | 12,7 | 8,1  | 3,1   | 0,2  | 0    | 0    | 0    | 0    | 1,5  | 5,5  | 11,1 | 55,2  |
| Précipitations (mm)               | 57,3 | 51,8 | 50,6 | 54    | 63,4 | 53,5 | 50,1 | 56,2 | 57,1 | 72,9 | 64,2 | 64,8 | 695,6 |

| Diagramme climatique                                  |            |           |         |             |              |              |              |            |           |             |            |
| J                                                     | F          | M         | A       | M           | J            | J            | A            | S          | O         | N           | D          |
| 7,41,157,3                                            | 8,90,951,8 | 133,150,6 | 16,8554 | 20,68,863,4 | 23,911,853,5 | 26,413,550,1 | 26,513,556,2 | 2210,357,1 | 177,872,9 | 11,14,164,2 | 7,61,864,8 |
| Moyennes : • Temp. maxi et mini °C • Précipitation mm |            |           |         |             |              |              |              |            |           |             |            |

## Vignoble
Le vignoble s'étend sur la commune de Joigny, sur une quinzaine d'hectares. Il comprenait 11,58 hectares pour produire du vin rouge ou gris et 0,69 hectare pour du vin blanc en 2022. À noter que les données de production (superficie et volume) ne sont pas rendues publiques par le service des douanes car sous le seuil de confidentialité. La production de rosé (gris) est anecdotique.

### Encépagement
Le cahier des charges étant commun à l'AOC bourgogne, une large gamme de cépages sont autorisés. Dans la pratique, le pinot noir N et le pinot gris G (appelé pinot beurrot localement) sont utilisés pour les vins rouges et rosés (gris). Le chardonnay B et le pinot blanc B sont utilisés pour les vins blancs.
Le pinot noir compose exclusivement les vins rouges de l'AOC. Il est constitué de petites grappes denses, en forme de cône de pin composées de grains ovoïdes, de couleur bleu sombre. C'est un cépage délicat, qui est sensible aux principales maladies et en particulier au mildiou, au rougeot parasitaire, à la pourriture grise (sur grappes et sur feuilles), et au cicadelles. Ce cépage, qui nécessite des ébourgeonnages soignés, a tendance à produire un nombre important de grapillons. Il profite pleinement du cycle végétatif pour mûrir en première époque. Le potentiel d'accumulation des sucres est élevé pour une acidité juste moyenne et parfois insuffisante à maturité. Les vins sont assez puissants, riches, colorés, de garde. Ils sont moyennement tanniques en général.
Le chardonnay compose les vins blancs de l'AOC. Ses grappes sont relativement petites, cylindriques, moins denses que celles du pinot noir, constituées de grains irréguliers, assez petits, de couleur jaune doré. De maturation de première époque comme le pinot noir, il s'accommode mieux d'une humidité de fin de saison avec une meilleure résistance à la pourriture s'il n'est pas en situation de forte vigueur. Il est sensible à l'oïdium et à la flavescence dorée. Il débourre un peu avant le pinot noir, ce qui le rend également sensible aux gelées printanières. Les teneurs en sucre des baies peuvent atteindre des niveaux élevés tout en conservant une acidité importante, ce qui permet d'obtenir des vins particulièrement bien équilibrés, puissants et amples, avec beaucoup de gras et de volume.

### Méthodes culturales

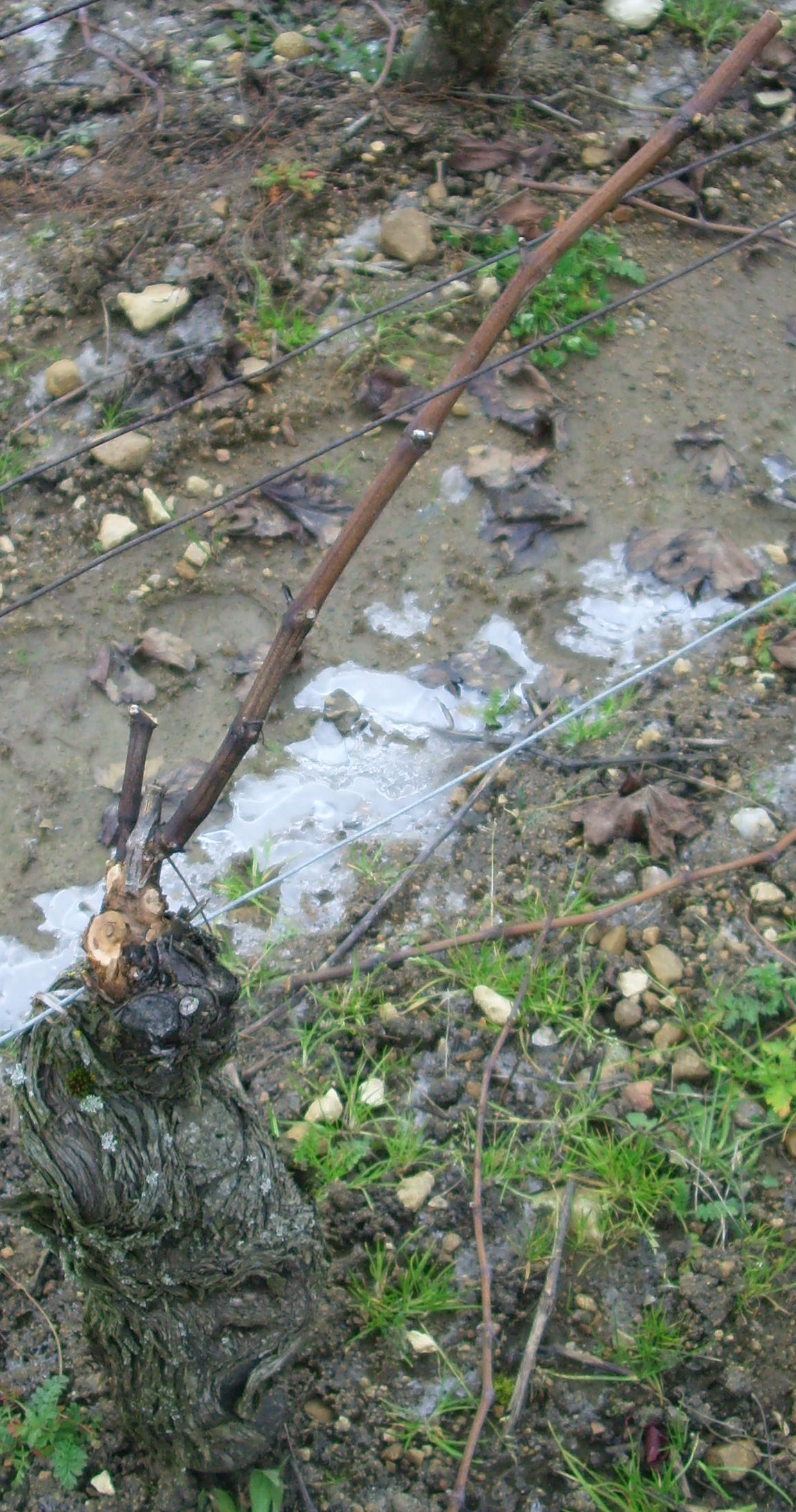
Pied de vigne taillé en Guyot simple.

#### Travail manuel
Ce travail commence par la taille, en « guyot simple », avec une baguette de cinq à huit yeux et un courson de un à trois yeux. Le tirage des sarments suit la taille. Les sarments sont enlevés et peuvent être brûlés ou mis au milieu du rang pour être broyés. On passe ensuite aux réparations. Puis vient le pliage des baguettes. Éventuellement, après le pliage des baguettes, une plantation de nouvelles greffes est réalisée. L'ébourgeonnage peut débuter dès que la vigne a commencé à pousser. Cette méthode permet, en partie, de réguler les rendements. Le relevage est pratiqué lorsque la vigne commence à avoir bien poussé. En général, deux à trois relevages sont pratiqués. La vendange en vert est pratiquée de plus en plus dans cette appellation. Cette opération est faite dans le but de réguler les rendements et surtout d'augmenter la qualité des raisins restants. Pour finir avec le travail manuel à la vigne, se réalise l'étape importante des vendanges.

#### Travail mécanique
L'enjambeur est d'une aide précieuse. Les différents travaux se composent :
- du broyage des sarments, réalisé lorsque les sarments sont tirés et mis au milieu du rang ;
- de trous fait à la tarière, là où les pieds de vignes sont manquants, en vue de planter des greffes au printemps ;
- de labourage ou griffage, réalisé dans le but d'aérer les sols et de supprimer des mauvaises herbes ;
- de désherbage fait chimiquement pour tuer les mauvaises herbes ;
- de plusieurs traitements des vignes, réalisés dans le but de les protéger contre certaines maladies cryptogamiques (mildiou, oïdium, pourriture grise, etc.) et certains insectes (eudémis et cochylis)[20] ;
- de plusieurs rognages consistant à reciper ou couper les branches de vignes (rameaux) qui dépassent du système de palissage ;
- des vendanges mécaniques se réalisant avec une machine à vendanger ou une tête de récolte montée sur un enjambeur.

### Rendements
Selon le cahier des charges de l'appellation, le rendement maximum doit être de 66 hectolitres par hectare pour le vin blanc et 58 pour le rouge et le rosé, pouvant monter jusqu'au rendement butoir fixé à 77 hl/ha pour le blanc et 67 hl/ha pour le rouge et le rosé. 
Les rendements moyens déclarés récemment en vin rouge sont :
| Année | Superficie (ha) | Production (hl) | Rendement (hl/ha) |
| ----- | --------------- | --------------- | ----------------- |
| 2020  | 5,8             | 340             | 59                |
| 2021  | 5,8             | n.c.            | –                 |
| 2022  | 4,7             | 303             | 65                |
| 2023  | 6,6             | 380             | 58                |
| 2024  | n.c.            | n.c.            | –                 |

Les données de certaines années ne peuvent être communiquées pour des raisons de confidentialité. C'est le cas en 2021 et 2024 (productions faibles en Basse-Bourgogne), mais aussi systématiquement pour le blanc et le rosé.

## Vins

### Vinification et élevage

#### Vinification en rouge
La récolte des raisins se fait à maturité et de façon manuelle ou mécanique. La vendange manuelle est le plus souvent triée, soit à la vigne soit à la cave avec une table de tri, ce qui permet d'enlever les grappes pourries ou insuffisamment mûres. La vendange manuelle est généralement éraflée puis mise en cuve. Une macération pré-fermentaire à froid est quelquefois pratiquée. La fermentation alcoolique peut démarrer, le plus souvent après un levurage. Commence alors le travail d'extraction des polyphénols (tanins, anthocyanes) et autres éléments qualitatifs du raisin (polysaccharides etc.). L'extraction se faisait par pigeage, opération qui consiste à enfoncer le chapeau de marc dans le jus en fermentation à l'aide d'un outil en bois ou aujourd'hui d'un robot pigeur hydraulique. Plus couramment, l'extraction est conduite par des remontages, opération qui consiste à pomper le jus depuis le bas de la cuve pour arroser le chapeau de marc et ainsi lessiver les composants qualitatifs du raisin. Les températures de fermentation alcoolique peuvent être plus ou moins élevées suivant les pratiques de chaque vinificateur avec une moyenne générale de 28 à 35 degrés au maximum de la fermentation. La chaptalisation est réalisée si le degré naturel est insuffisant : cette pratique est réglementée. À l'issue de la fermentation alcoolique suit l'opération de décuvage qui donne le vin de goutte et le vin de presse. La fermentation malolactique se déroule après mais est dépendante de la température. Le vin est soutiré et mis en fût ou cuve pour son élevage. L'élevage se poursuit pendant plusieurs mois (12 à 24 mois) puis le vin est collé, filtré et mis en bouteilles.

#### Vinification en blanc

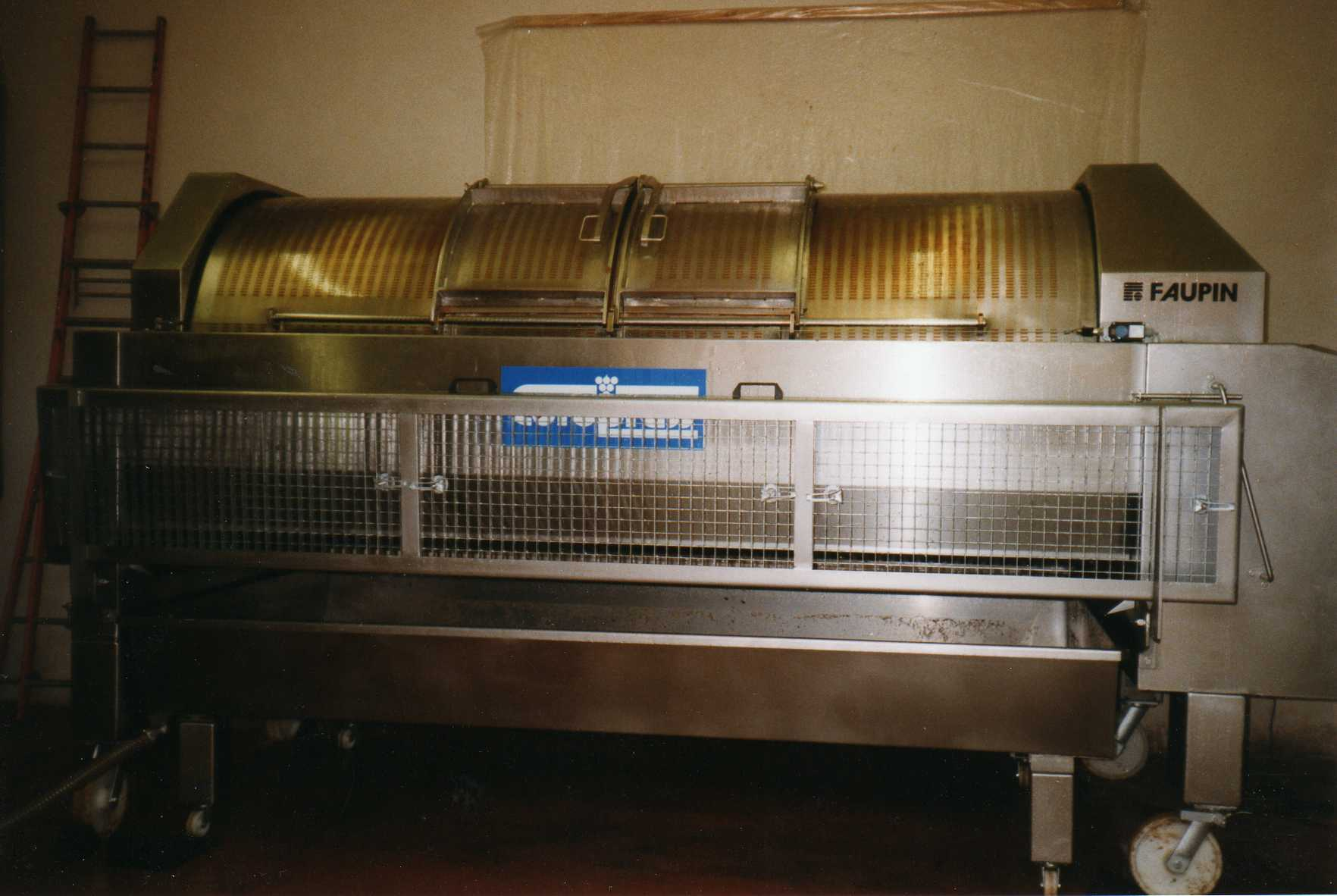
Pressoir pneumatique servant au pressurage

Comme pour le rouge, la récolte est manuelle ou mécanique et peut être triée. Les raisins sont ensuite transférés dans un pressoir pour le pressurage. Une fois le moût en cuve, le débourbage est pratiqué généralement après un enzymage. À ce stade, une stabulation préfermentaire à froid (environ 10 à 12 degrés pendant plusieurs jours) peut être recherchée pour favoriser l'extraction des arômes. Mais le plus souvent, après 12 à 48 heures, le jus clair est soutiré et mis à fermenter. La fermentation alcoolique se déroule avec un suivi tout particulier pour les températures qui doivent rester à peu près stables (18 à 24 degrés). La chaptalisation est aussi pratiquée pour augmenter le titre alcoométrique volumique si nécessaire. La fermentation malolactique est réalisée en Fûts ou en cuves. Les vins sont élevés « sur lies », en fûts, dans lesquels le vinificateur réalise régulièrement un « bâtonnage », c'est-à-dire une remise en suspension des lies. Cette opération dure pendant plusieurs mois au cours de l'élevage des blancs. À la fin, la filtration du vin est pratiquée pour rendre les vins plus limpides. La mise en bouteille clôture l'opération.

### Gastronomie
Convient avec les poissons et par exemple un pot-au-feu de merlan ; son côté charnu, sa bonne acidité vont bien avec l'opulence de ce plat mêlant divers légumes au merlan (fenouil, carottes, céleri, champignons...)

### Producteurs de l'appellation
- Calmus Père et Fils, à Joigny ;
- Houzé Cyril, à Montholon ;
- Serge Lepage, à Champlay ;
- Michel Lorain (domaine du Clos Saint-Jacques), à Joigny ;
- Alain Vignot, à Paroy-sur-Tholon.